# Dominique de Gourgue

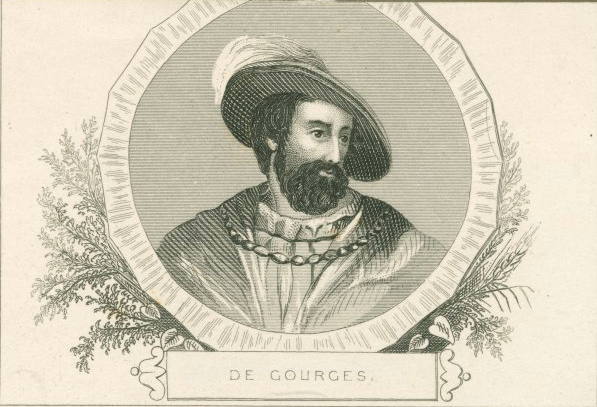
Dominique de Gourgue

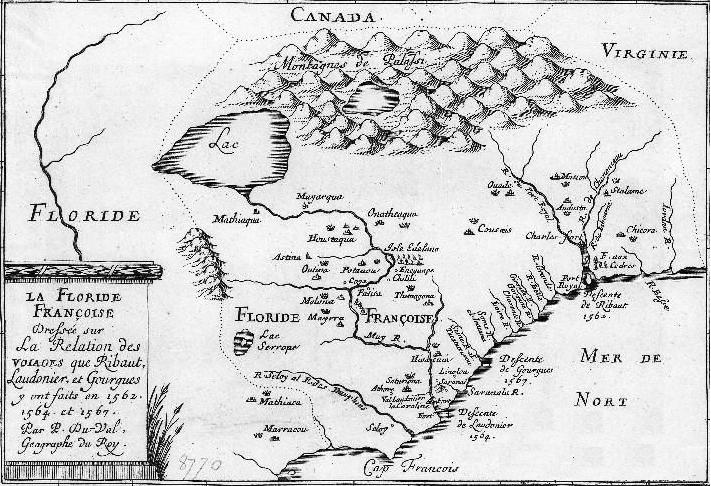
La Floride françoise en un mapa de Pierre du Val, siglo XVII

Dominique de Gourgue (1530–1593) (o Domingo de Gourgues) fue un noble y soldado francés, que dirigió un ataque contra los españoles en el norte de Florida en 1568. Era un capitán del ejército de rey Carlos IX.

## Juventud
El comienzo de la vida de Dominique de Gourgue no es bien conocido. Nació en el seno de la vieja y poderosa familia de Gourgue, una de las más importantes familias de la ciudad francesa de Burdeos. Se sabe que aprendió a luchar desde el principio, al ser capturado por los españoles cuando aún era muy joven. Luego fue utilizado como cocinero de esclavos y tratado muy bruscamente.

## Situación en las colonias
Felipe II de España era un rey católico que odiaba a los hugonotes. Él y sus tropas asesinaron a muchos en las colonias, sobre todo en una serie de notorias matanzas en torno al Fuerte Carolina en lo que hoy es Jacksonville, Florida, en 1565. Tres años más tarde, las tropas españolas de la cercana San Agustín ejecutaron a casi todos los colonos franceses y ocuparon la fortaleza.

## Venganza
Dominique de Gourgue quería vengar a los hugonotes, por lo que vendió sus pertenencias y con todo más el dinero que le había prestado su hermano Antoine, contrató una tripulación y tres barcos. Navegó a Cuba con doscientos hombres, sin decirles nunca el objetivo de su viaje. Una vez en Cuba, hizo sus intenciones claras y su tripulación aprobó su elección de la venganza.
Gourgue luego atacó el asentamiento español del Fuerte Carolina, recabando la ayuda de los antiguos pobladores de Fuerte Carolina, aliándose con Saturiwa, un jefe tribal timucua de la zona. El fuerte pronto se entregó a las fuerzas de Gourgue. Los franceses y los indios masacraron entonces a todos sus prisioneros en venganza por la anterior masacre. Gourgue no hizo ningún intento de explotar su éxito menor, en su lugar regresó a Francia.

## Final
De Gourgue retornó al puerto de La Rochelle el 6 de junio de 1568. Fue recibido cordialmente por Monluc, gobernador de Burdeos, pero fríamente por la corte, que temía una ruptura con España. Durante varios años vivió en la oscuridad, casi en la miseria, en Rouen con el presidente de Marigny, hasta que recuperó el favor del rey en 1572. Le fue dado el mando de un barco y participó en el fracasado asedio contre el puerto hugonote de La Rochelle (1572–73), mandando el buque más grande del escuadrón. En 1592 Don Antonio, prior de Crato lo nombró comandante de la flota para una campaña contra Felipe II, dirigida a recuperar la corona de Portugal, que terminó en fracaso. Durante el viaje, de Gourgue murió.

### En inglés
- Morison, S. E. The European Discovery of America: The Northern Voyages AD 500-1600. New York: Oxford University Press, 1971.
- Weiss, Charles, "Histoire des réfigiés protestants de France", 1853.
- Wilson, James Grant; Fiske, John, eds. (1900). "Gourgues, Dominique Chevalier de". Appletons' Cyclopædia of American Biography. New York: D. Appleton.

### En francés
- Extraits de l'histoire coloniale de la Floride et de la Louisiane
- Lhoumeau, Hélène "Les expéditions françaises en Floride (1562 - 1568)"
- Document de la main de Gourgues
- Guerin, Léon "Les navigateurs Français", 1847

- Datos: Q725245